# 영정 정씨
영정 정씨(永定鄭氏)는 경상북도 영주시 풍기읍을 본관으로 하는 한국의 성씨이다. 시조는 고려에서 감무(監務)를 지낸 정의(鄭誼)이다.

## 참고 자료
- “영정정씨(永定鄭氏)”. 뿌리를 찾아서.[깨진 링크(과거 내용 찾기)]